# Gazte Abertzaleak

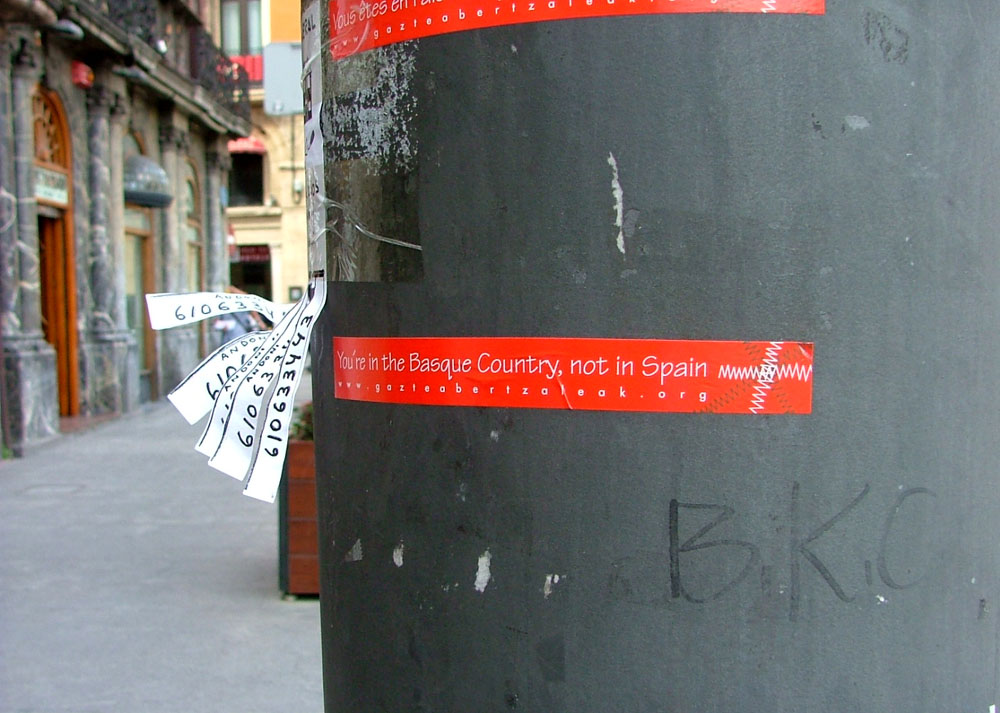
Una pegatina en inglés de Gazte Abertzaleak, en el Casco Viejo de Bilbao, con el lema «Estás en el País Vasco, no en España».

Gazte Abertzaleak (GA) (jóvenes patriotas en euskera) constituyen las juventudes del partido político socialdemócrata, nacionalista e independentista vasco Eusko Alkartasuna (EA).
La organización está presente en todos los territorios donde se manifiesta la cultura vasca (Euskal Herria). Tiene presencia en los territorios españoles de Álava, Guipúzcoa y Vizcaya en la comunidad autónoma del País Vasco y la comunidad foral de Navarra (conocidos popularmente como Hegoalde), así como en los territorios franceses de Labort, Baja Navarra y Sola del departamento de Pirineos Atlánticos (conocidos popularmente como Iparralde).
Así mismo colabora con otras organizaciones juveniles a través del Consejo de la Juventud de Euskadi (EGK), internacionalmente a través de EFAY (las juventudes de la Alianza Libre Europea) y mantiene estrechas relaciones con la diáspora vasca, en especial con los jóvenes de Argentina.

## Ideología
Gazte Abertzaleak pretende conseguir la independencia del País Vasco, Navarra (España) y el País Vasco francés (Francia) para formar Euskal Herria, una "república vasca en el seno de la Unión Europea" (sic), y extender la solidaridad entre la juventud. Se definen como comprometidos con el antimilitarismo, el pacifismo, el ecologismo, la justicia social, la denuncia de la violación de los derechos humanos y el desarrollo sostenible.
Comparte con Eusko Alkartasuna su ideario, aunque con posturas propias, dada la autonomía organizativa que posee Gazte Abertzaleak para llevar a cabo sus propias iniciativas. Posee un representante en toda ejecutiva local de EA, en las Coordinadoras Regionales y su secretario general es miembro de pleno derecho de la Ejecutiva Nacional de EA. 
Se ha mostrado históricamente contraria a las coaliciones preelectorales con el Partido Nacionalista Vasco (PNV) y a día de hoy mantiene conversaciones con casi todas las organizaciones juveniles que actúan en los territorios bajo su ámbito de actuación. Parten de la premisa que mediante la unión de todas las fuerzas soberanistas y utilizando vías democráticas y pacíficas, puede conformarse la independencia de Euskal Herria.
Entre los objetivos de la organización están el ser una organización para la formación en los principios de EA. Suele celebrar jornadas de formación para sus militantes, en especial en las fechas del "Aberri Eguna" (Día de la Patria Vasca), en Semana Santa, y el "Alkartasun Eguna" o día del partido. Mientras lo primero se celebra siempre en Guernica, lo segundo rota entre los territorios vasco-españoles de forma anual (Álava, Navarra y Guipúzcoa).

## Historia
Gazte Abertzaleak se fundó en 1988.
En febrero de 2007 celebró en Deva (Guipúzcoa) el IX Congreso (bajo el lema "Ausardiaz" - Con valentía). Fue elegido secretario general Harkaitz Millan, en sustitución de Ibon Usandizaga. Un año después, en 2008, tuvo lugar el X congreso celebrado los días 10 y 11 de mayo de 2008 en Bilbao, bajo el lema Indarberrituz (Renovando la fuerza), resultando elegido como cabeza de las juventudes Alain Zamorano.
El XI Congreso de GA se celebró el fin de semana del 12 y 13 de septiembre de 2009 en Vitoria, coincidiendo con la celebración del 20 aniversario de la organización. El congreso se celebró bajo el lema Hamaika Ikusitakoak y Maider Carrere resultó elegida secretaria general.
El 8 de diciembre de 2012, en el XII congreso celebrado en Bidarrai bajo el lema "Ezarritako parametroetatik haratago", fue elegido secretario general Haritz Pérez, exsecretario de organización de la anterior Ejecutiva Nacional.
Ibon García fue elegido secretario general el 3 de enero de 2015, en la celebración del 25 aniversario celebrado en Galdakao.
Durante los días 26 y 27 de noviembre de 2016 se celebró en Bilbao el XIV congreso de la organización juvenil bajo el lema "Pausoz, pauso, gazteok bidea eginez" (Los jóvenes haciendo camino paso a paso) en donde fue elegido secretario general Asier Gomez.
El 2 de marzo de 2019, en el XV congreso celebrado en Vitoria bajo el lema "Uztaberria", Andoni Iriondo fue elegido secretario general.

## Grupos a los que pertenece
En Navarra participó hasta 2011 en el referente joven de Nafarroa Bai, la plataforma Gazteok Bai (los jóvenes sí), de la que fue miembro fundador. Actualmente es uno de los impulsores de GaztEHerria, movimiento por la independencia de Euskal Herria, conformado por diferentes organizaciones juveniles independentistas y de izquierdas.
Existen otras asociaciones relacionadas con Gazte Abertzaleak como Bizigay, que trabaja en favor de los derechos de homosexuales, lesbianas y transexuales, y Elkarlanean, un sindicato estudiantil. Asimismo la agrupación cultural Aberrigintzan lleva a cabo actividades conjuntas, como por ejemplo la txosna (bar de fiestas) de estos últimos en la Semana Grande de las fiestas de Bilbao.

### Consejos de la Juventud
Forma parte de la comisión permanente del Consejo de la Juventud de Euskadi (EGK), una Entidad de Derecho Público del País Vasco que la componen más de 60 asociaciones jóvenes que trabaja en favor de los derechos de la juventud.
Además, formó parte también del Consejo de la Juventud de Euskalherria (EHGk), agrupación de jóvenes que luchaba por los derechos y el desarrollo de la juventud como colectivo en los 7 territorios históricos que componen Euskal Herria.
Por el contrario, se ha negado siempre a integrarse en el Consejo de la Juventud de España.

### Alianza Libre Joven Europea (EFAY)
En 1999, junto a otras juventudes de partidos de izquierda en Europa integrados en la Alianza Libre Europea, fundaron sus juventudes (EFAY). Entre sus miembros están las juventudes de ERC, el Partido Nacional Escocés, los flamencos del Spirit y organizaciones nacionalistas galesas, corsas o bretonas, entre otras.
Gazte Abertzaleak ejerció la presidencia de esta organización entre 2004 y 2007, ya que el miembro de Gazte Abertzaleak Lander de Bilbao fue su presidente. También era miembro de Gazte Abertzaleak el primer presidente de EFAY, Mikel Irujo. Tras la asamblea de la EFAY celebrada el 26 de marzo de 2010, Gazte Abertzaleak presidió de nuevo la organización durante un año.

## Publicaciones
Su órgano de comunicación externa es la revista Gaztekari y Gazteberri a nivel interno de la militancia de la organización juvenil.

## Secretarios generales
1. 1988 - 1990: Sabin Arana (Guecho)
2. 1990 - 1992: Fernando Velasco (Vitoria)
3. 1992 - 1994: Yon Goikoetxea (Oyarzun)
4. 1994 - 1996: Jon Ander Arrieta (Rentería)
5. 1996 - 1998: Pello Urizar Karetxe (Mondragón)
6. 1998 - 2002: Martín Arámburu (Zumárraga)
7. 2002 - 2004: Andoni Iturzaeta Arbillaga (Tolosa)
8. 2004 - 2007: Ibon Usandizaga (Bilbo)
9. 2007 - 2008: Harkaitz Millán Etxezarreta (Donostia/ San Sebastián)
10. 2008 - 2009: Alain Zamorano (Ortuella)
11. 2009 - 2012: Maider Carrere Souto (Donostia/ San Sebastián)
12. 2012 - 2014: Haritz Pérez (Pasaia)
13. 2014 - 2016: Ibon García (Galdakao)
14. 2016 - 2019: Asier Gómez Barrenetxea (Bilbao)
15. Desde 2019:  Andoni Iriondo Otxotorena (Donostia/ San Sebastián)